# SV Deutsche Volkspolizei Potsdam
Die Sportvereinigung Deutsche Volkspolizei Potsdam (1953–1954 SG Dynamo Potsdam) war ein Polizeisportverein in Potsdam von 1948 bis 1954. Sie wurde danach in den SC Dynamo Berlin umgewandelt. Heimstätte war das Ernst-Thälmann-Stadion.

## Geschichte

### Bezeichnungen
Allgemein
- 1948–1949 SG Polizei Potsdam[1]
- 1949–1953 SV Deutsche Volkspolizei Potsdam (SV DVP Potsdam)
- 1953–1954 SG Dynamo Potsdam
- seit 1954 SC Dynamo Berlin

Fußballabteilung
- 1949–1952 SV Deutsche Volkspolizei Potsdam (oft kurz SG Volkspolizei Potsdam)
- seit 1952 SV Deutsche Volkspolizei Berlin

### Entwicklung
1948 wurde die Sportabteilung der Polizei Potsdam gegründet, wie in vielen anderen ostdeutschen Städten in dieser Zeit auch. Ende 1948 erfolgte die allgemeine Umbenennung in Deutsche Volkspolizei (DVP).
1953 wurde sie in die neue Sportvereinigung Dynamo eingegliedert und in SG Dynamo Potsdam umbenannt. Im Oktober 1954 erfolgte die Verlegung nach Berlin als SC Dynamo Berlin.

## Leichtathletik
Am erfolgreichsten waren wahrscheinlich die Leichtathleten. Besonders durch ihren Lauftrainer Max Schommler gewannen Potsdamer Sportler etliche Ostzonen- und DDR-Meistertitel, darunter Fritz Lacina, Kurt Hartung (Olympiateilnehmer 1956), Fritz Birkemeyer und Christa Stubnick (seit 1951, mehrfache Weltrekordlerin, 1956 zweimal Olympiazweite).

## Fußball
Landesklasse Brandenburg
Die SG Polizei Potsdam, und später SV Deutsche Volkspolizei Potsdam, spielte
1948/49 und 1949/50 in der Landesklasse Brandenburg und 1949 im FDGB-Pokal. Im Sommer 1950 wurden die leistungsstärksten Spieler Günter „Moppel“ Schröter, Herbert Schoen, Johannes Matzen und Manfred Michael zur SV Deutsche Volkspolizei Dresden delegiert, wo sie sich zu den wichtigsten Leistungsträgern entwickelten und 1953 DDR-Meister wurden.
Liga
1950/51 spielten die SV Deutsche Volkspolizei Potsdam in der neu gegründeten 2. DDR-Liga. Dort wurden sie Tabellenerster der Staffel Nord vor dem punktgleichen BSG Anker Wismar dank des besseren Torverhältnisses. Sie verloren aber das Entscheidungsspiel um den Aufstieg zur Oberliga knapp mit 1:2. Dabei waren Hindenberg, Koralewski, Hagen, Hempel, Horst Bartholomäus, Pasternack, Hänsicke, Merbs, Lösche, Kuhle und Zschernagk beteiligt, der Trainer war Hans Unger. Danach wurde Horst Bartholomäus zur SG Volkspolizei Vorwärts Leipzig delegiert.		
In der Saison 1951/52 erreichte die SV Deutsche Volkspolizei Potsdam nur noch den siebten Platz in der Liga. Im Sommer 1952 wurde die Mannschaft nach Berlin verlegt und ab der Saison 1952/53 spielte stattdessen die Fußballmannschaft des SV Deutsche Volkspolizei Berlin, wahrscheinlich mit derselben Stammmannschaft. Der SV Deutsche Volkspolizei Berlin wurde Ende März 1953 als SG Dynamo Berlin (nicht SC Dynamo Berlin) neu gegründet.
Platzierungen
- 1948/49 Landesklasse Brandenburg, Staffel West, 2.
- 1949/50 Landesklasse Brandenburg, 3.
- 1950/51 Liga, Staffel Nord, 2., nach verlorenem Entscheidungsspiel
- 1951/52 Liga, Staffel 2, 7.
- seit 1952/53 als  SV Deutsche Volkspolizei Berlin, später SG Dynamo Berlin

## Spätere Potsdamer Sportclubs
Von 1961 bis 1969 bestand der SC Potsdam als Schwerpunktclub für den Bezirk Potsdam. Außerdem gab es den ASK Vorwärts Potsdam und erneut eine SG Dynamo Potsdam von 1968 bis 1990.